# 1776
Cette page concerne l'année 1776  du calendrier grégorien. Pour l'année 1776 av. J.-C., voir 1776 av. J.-C.
L'année 1776 est une année bissextile qui commence un lundi.

## Événements
- 1er mars : le traité de Purandar annule le traité de Surate de 1775 à la suite de la défaite du peshwâ Râghunâtha Râo face aux chefs marathes révoltés[1].
- 12 juillet, Plymouth : début du troisième voyage du Britannique Cook dans le Pacifique, dans le but de découvrir le passage du Nord-Ouest (fin en 1779). Pendant la première partie de cette expédition, il sillonne à nouveau le milieu du Pacifique. Il atteint le 71e parallèle nord et observe que le passage est bloqué par les glaces[2].
- 25 décembre : reconnaissance des îles Kerguelen par James Cook[3].
- Révolution torodo au Fouta-Toro. Les marabouts dirigés par Thierno Souleymane Baal chassent le roi (Satigui) animiste de la dynastie denyanke. En juillet, le parti torodo interdit le commerce vers le Galam en réaction aux razzias d'esclaves du gouverneur anglais O'Hara en 1775. Peu après Thierno Souleymane Baal meurt et l'un de ses principaux adjoints Abdoul Kader Kane devient le premier Almamy du Fouta-Toro qui proclame l’islam religion d’État et crée un État théocratique qui restera indépendant jusqu’en 1881[4]. Le régime almamal se particularise par le fait que la charge d'Almamy n'est pas héréditaire. Abdoul Kader Kane est choisi par l'ensemble de la population. Son pouvoir est limité par les puissantes familles torodo. Le nouveau régime tente de mettre fin à l'arbitraire de la monarchie absolue en se basant sur les principes de l'Islam qu'il met en avant. De nouvelles institutions sont créées et les principes d'égalité affirmés. Le régime almamal veut mettre fin aux castes et à l'esclavage des musulmans.

### Amérique
- 2 janvier : les Espagnols fondent la ville de Guatemala[5].
- 10 janvier : parution à Philadelphie du Common Sense, pamphlet politique de Thomas Paine[6].
- 27 février : bataille de Moore's Creek Bridge[7].
- 3 mars : bataille de Nassau[8].
- 17 mars : fin du siège de Boston, évacuée par les Britanniques[7].
- 28 mars : fondation du presidio de San Francisco en Californie[9].
- 6 avril : bataille de Block Island[10].
- 8 juin : bataille de Trois-Rivières[7].
- 29 juin : cérémonie (messe) marquant la fondation officielle de la ville de San Francisco[9].
- 4 juillet : déclaration d'indépendance des États-Unis[11].
- 8 août : création de la vice-royauté du Río de la Plata en Amérique du Sud. Buenos Aires, capitale[12].
- 27 août : victoire britannique à la bataille de Long Island ou de Brooklyn[8].
- 15 septembre : les Britanniques débarquent à Kips Bay[13].
- 16 septembre : bataille de Harlem Heights[8].
- 11 octobre : bataille de l'île Valcour[8].
- 16 novembre : bataille de Fort Washington[8].
- 26 décembre : victoire américaine à la bataille de Trenton[8].

### Europe
- 2 janvier : décret de Marie-Thérèse abolissant la torture sous l’influence du conseiller d’État Joseph von Sonnenfels[14].

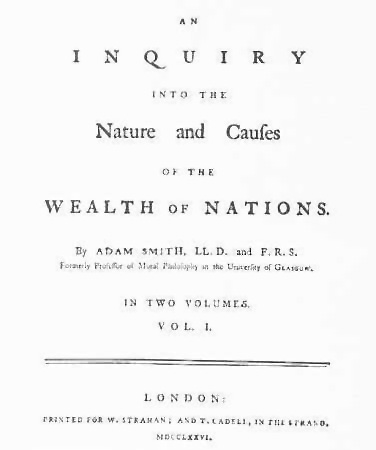
9 mars : la richesse des nations.

- 9 mars : l'économiste britannique Adam Smith publie Recherches sur la nature et les causes de la richesse des nations[15].
- 1er mai : Adam Weishaupt fonde l'ordre des Illuminés de Bavière[16].
- 12 mai, France : renvoi du contrôleur général des finances Turgot[17].
- 11 juin : Goethe devient conseiller secret de légation à Weimar[18].
- 9 août : décret de Marie-Thérèse qui incorpore Fiume à la Croatie[19].
- 26 août : ouverture de la diète de Pologne[20]. Elle charge Andrzej Zamoyski de composer un code civil (refusé en 1780). Zamoyski entre conflit avec les magnats, car son projet de code civil prévoit une limitation du servage et l’élargissement des droits des bourgeois des villes[21]. Un règlement de la Diète prive 150 petites villes lituanienne des droits de Magdebourg qui leur garantissait une autonomie municipale[22].
- 7 octobre : le futur Paul Ier de Russie épouse Sophie-Dorothée de Wurtemberg[23].
- 16 octobre[24] : à Naples, le ministre Bernardo Tanucci, entré en conflit avec la reine Marie-Caroline après ses attaques contre la franc-maçonnerie, doit abandonner le pouvoir.
- 14 novembre : en Espagne, Pablo de Olavide est accusé par l’Inquisition d’avoir tenu des propos scandaleux contre la foi et la morale et possédé des livres interdit. Il est condamné le 24 novembre 1778 à huit années de réclusion dans un couvent et à la confiscation de tous ses biens[25].
- Le Parlement britannique rejette le projet David Hartley d’abolition de la traite des Noirs[26].
- Russie : Potemkine est nommé gouverneur général de « Nouvelle Russie » (Ukraine)[27].

## Naissances en 1776
- 17 janvier : Jean-Baptiste Renoyal de Lescouble, diariste, colon et peintre français († 15 juillet 1838).
- 24 janvier : Ernst Theodor Amadeus Hoffmann, écrivain, compositeur, dessinateur et juriste allemand († 26 mai 1821).
- 25 janvier : Joseph Görres, écrivain allemand († 29 janvier 1848).
- 3 février : Blas Parera, compositeur espagnol († 7 janvier 1840).
- 11 février : Louis-Alexandre Péron, peintre français († 9 août 1855).
- 15 février : Jean-Pierre Boyer, militaire et dirigeant haïtien († 9 juillet 1850).
- 21 février : Vincenzo Lavigna, compositeur, claveciniste et pédagogue italien († 14 septembre 1836).
- 9 mars : Constance Mayer, peintre française († 26 mai 1821).
- 10 mars : Louise de Mecklembourg-Strelitz, future reine de Prusse († 19 juillet 1810).
- 15 mars : Aimé Picquet du Boisguy, général chouan († 25 octobre 1839).
- 25 mars :
  - François Marie Daudin, zoologiste français († 30 novembre 1803).
  - Fortunée Hamelin, femme d'esprit française († 29 avril 1851).
- 27 mars : Charles-François Brisseau de Mirbel, botaniste français († 12 septembre 1854).
- 30 mars : Vassili Tropinine, peintre russe († 16 mai 1857).
- 1er avril : Sophie Germain, mathématicienne et philosophe française († 27 juin 1831).
- 24 avril : Robert-Aglaé Cauchoix, opticien français († 5 février 1845).
- 4 juin : Charles-Joseph Buquet, général français († 14 avril 1838).
- 11 juin : John Constable, peintre britannique († 31 mars 1837).
- 12 juin : Pierre Révoil, peintre français († 19 mars 1842).
- 8 juillet : Thérèse Garnier, artiste peintre française († après 1844)
- 16 juillet : Ludwig Heinrich Bojanus, médecin et naturaliste allemand († 2 avril 1827).
- 1er août : Francesca Scanagatta, officier du Saint-Empire romain germanique († 1865).
- 9 août : Amedeo Avogadro, chimiste et physicien italien († 9 juillet 1856).
- 15 août : Ignaz von Seyfried, musicien, chef d'orchestre et compositeur autrichien († 27 août 1841).
- 16 août : Philipp Jakob Riotte, compositeur allemand († 20 août 1856).
- 23 août : Josef Hoëné-Wronski, philosophe et scientifique franco-polonais († 8 août 1853).
- 29 août : Georg Friedrich Treitschke, entomologiste et musicien allemand († 4 juin 1842).
- 2 septembre : Toussaint du Breil de Pontbriand, général Chouan († 2 février 1844).
- 13 octobre : Peter Barlow, mathématicien et physicien britannique († 1er mars 1862).
- 26 octobre : Abdallah d'Asbonne, à Bethléem, mamelouk de la Garde impériale et Consul de France († 22 novembre 1859).
- 11 novembre : Luigi Granata, agronome et économiste italien († 1841).
- 6 décembre : Paul Struck, compositeur autrichien originaire de Poméranie suédoise († 14 mai 1820).
- Date précise inconnue :
  - Fulchran-Jean Harriet, peintre français († 9 septembre 1805).
  - Mirza Abolhassan Khan Chirazi, diplomate persan († 1846).
  - Carlo Restallino, peintre et graveur italien († 1864).

## Décès en 1776
- 5 janvier : Simon Claude Grassin de Glatigny créateur des arquebusiers de Grassin (° 16 mars 1701).
- 23 janvier : Franz Sebald Unterberger, peintre autrichien (° 1er août 1706).
- 5 février : Antonio Dusi, peintre italien (° 1725).
- 10 mars : Élie Fréron, journaliste, critique littéraire et polémiste français (° 20 janvier 1718).
- 24 mars : John Harrison, artisan ébéniste de son état et horloger autodidacte britannique (° 24 mars 1693).
- 22 avril :
  - Francesco Sasso, peintre italien (° vers 1720).
  - Johann Adolf Scheibe, compositeur germano-danois (° 5 mai 1708).
- 23 mai : Julie de Lespinasse, salonnière et épistolière française (° 9 novembre 1732).
- 10 juillet : Hsinbyushin, troisième roi de la dynastie Konbaung de Birmanie (° 1736).
- 8 août : Lorenzo Tiepolo, peintre et graveur rococo italien (° 8 août 1736).
- 25 août : David Hume, philosophe, économiste et historien écossais (° 7 mai 1711).
- Date précise inconnue :
  - Giorgio Antoniotto, théoricien italien et compositeur de musique pour violoncelle (° mai 1681).
  - Vittorio Bigari, peintre italien (° 1692).